# 陶洙
陶 洙（とう しゅ、1878年 – 1959年）は、清末民初の官僚・文物収集家・贋作家。字は心如、星如。号は憶園。兄は文物収蔵家の陶湘。中華民国臨時政府で要職に就いた。

## 事績
清朝の附生。中華民国成立後の1912年（民国元年）8月24日、北京政府で内務部僉事に任命された。以後、内務部で民治司弁事、典礼司弁事、典礼司第二科科長、秋丁祀孔籌備処弁事、防疫委員会事務委員、籌備国慶典礼事務委員を歴任している。1922年（民国11年）8月12日、蕪湖関監督に任命されたが、翌1923年（民国12年）3月3日に早くも免ぜられた。
蔣介石国民政府には出仕しなかったと見られるが、中国営造学社に関与し建築学の研究には携わったとされる。王克敏が北京で中華民国臨時政府を樹立すると、陶洙もこれに参加し、1938年（民国27年）1月1日に司法委員会（委員長：董康）秘書長に任命された。また、同年7月25日には中央公務員懲戒委員会書記官長も兼任している。1940年（民国29年）3月、臨時政府が南京国民政府（汪兆銘政権）に合流したが、陶洙の任官は確認できない。
董康とは長年の親友であり、陶洙の臨時政府における要職就任は、その縁によるものと見られる。陶洙は兄の陶湘同様に文物収集家であり、特に蔵書・古銭収集の分野で知られた。その一方で、画家・戴熙の作品を手掛ける贋作家という悪評もあった。
汪兆銘政権崩壊後、陶洙が漢奸として摘発されたとの情報は見当たらない。1959年、死去。享年82。